# Oligographa
Oligographa este un gen de molii din familia Sphingidae. Conține o singură specie, Oligographa juniperi, care este întâlnită în Africa de Sud și Mozambic.
Anvergura este de 52–58 mm.
Larvele au ca principală sursă de hrană specia Tecomaria capensis